# Psallus vaccinicola
Psallus vaccinicola är en insektsart som beskrevs av Knight 1930. Psallus vaccinicola ingår i släktet Psallus och familjen ängsskinnbaggar. Inga underarter finns listade i Catalogue of Life.